# 横向温泉
横向温泉（よこむきおんせん）は、福島県耶麻郡猪苗代町若宮にある温泉。
「上の湯」、「中の湯」、「下の湯」とあり、福島県で初めて湯治が始まった温泉といわれる。
「上の湯」および「中の湯」は「森の旅亭　マウント磐梯」が経営しており「上の湯」は多くの浴槽があり多くの観光客が宿泊できる。「中の湯」は湯治部として利用されている。「下の湯」は「滝の屋」が経営していて温泉評論家の郡司勇が「足元湧出自噴温泉」と名付けた泉質で、非加水（かけ流し）、加温無しの温泉である、近年宿泊客の迷惑にならない程度の日帰り入浴も受け入れている。

## 泉質
- 単純温泉

周囲の温泉は硫黄泉の酸性が多いが、横向温泉はPH6.2の中性で陽イオン145.9mg、陰イオン384.8mg、際立つのが炭酸水素イオン376.1mgと鉄(II) イオン1.3mgによる湯の華である。溶存物質総量が760.9mgある温泉である。

## 歴史
源義家が奥州征伐のおり、弓で目を射られた白蛇が岩の割れ目から湧き出る湯で傷を癒しているのを発見したという由来がある。
- 1661年（寛文元年）8月15日に発見されたという横向温泉に関する古文書が残っている。
- 沼尻鉱山と日本硫黄観光鉄道（後の磐梯急行電鉄）で大勢の鉱山労働者や湯治客でにぎわった。詳細は磐梯急行電鉄を参照。

## アクセス
- 公共交通
  - 鉄道：JR磐越西線猪苗代駅よりタクシー30分
- 車：土湯バイパス経由福島県道30号本宮土湯温泉線分岐付近

## 特記事項
全域は磐梯朝日国立公園の区域に指定されている。
正面に箕輪山や鉄山経由の安達太良山などへの登山コースとしてのベースともなっている。

## 周辺
- 横向温泉スキー場（休業中）
- 箕輪スキー場
- 磐梯吾妻スカイライン
- 鷲倉温泉・赤湯温泉・野地温泉・新野地温泉
- 中ノ沢温泉
- 沼尻温泉